# Valdemadera
Valdemadera es un municipio y localidad de la comunidad autónoma de La Rioja (España), se halla cerca de pueblos como Aguilar del río Alhama, Cornago (por camino), Igea (por camino) y Navajún. También, se ubica en la zona más complicada geográficamente de la Sierra de Alcarama.
Recibió la distinción del "Pueblo más digital de La Rioja" en 2024

## Geografía humana

### Demografía
Cuenta con una población de 12 habitantes (INE 2024).
| Gráfica de evolución demográfica de Valdemadera entre 1842 y 2021                                                     |
| |
| Población de derecho según los censos de población del INE. Población de hecho según los censos de población del INE. |

Tiene un frontón y una elegante casa rural. Con una asociación de amigos en construcción.

## Historia

### Evolución de la deuda viva
El concepto de deuda viva contempla sólo las deudas con cajas y bancos relativas a créditos financieros, valores de renta fija y préstamos o créditos transferidos a terceros, excluyéndose, por tanto, la deuda comercial.
Entre los años 2008 a 2014 este ayuntamiento no ha tenido deuda viva.

## Patrimonio

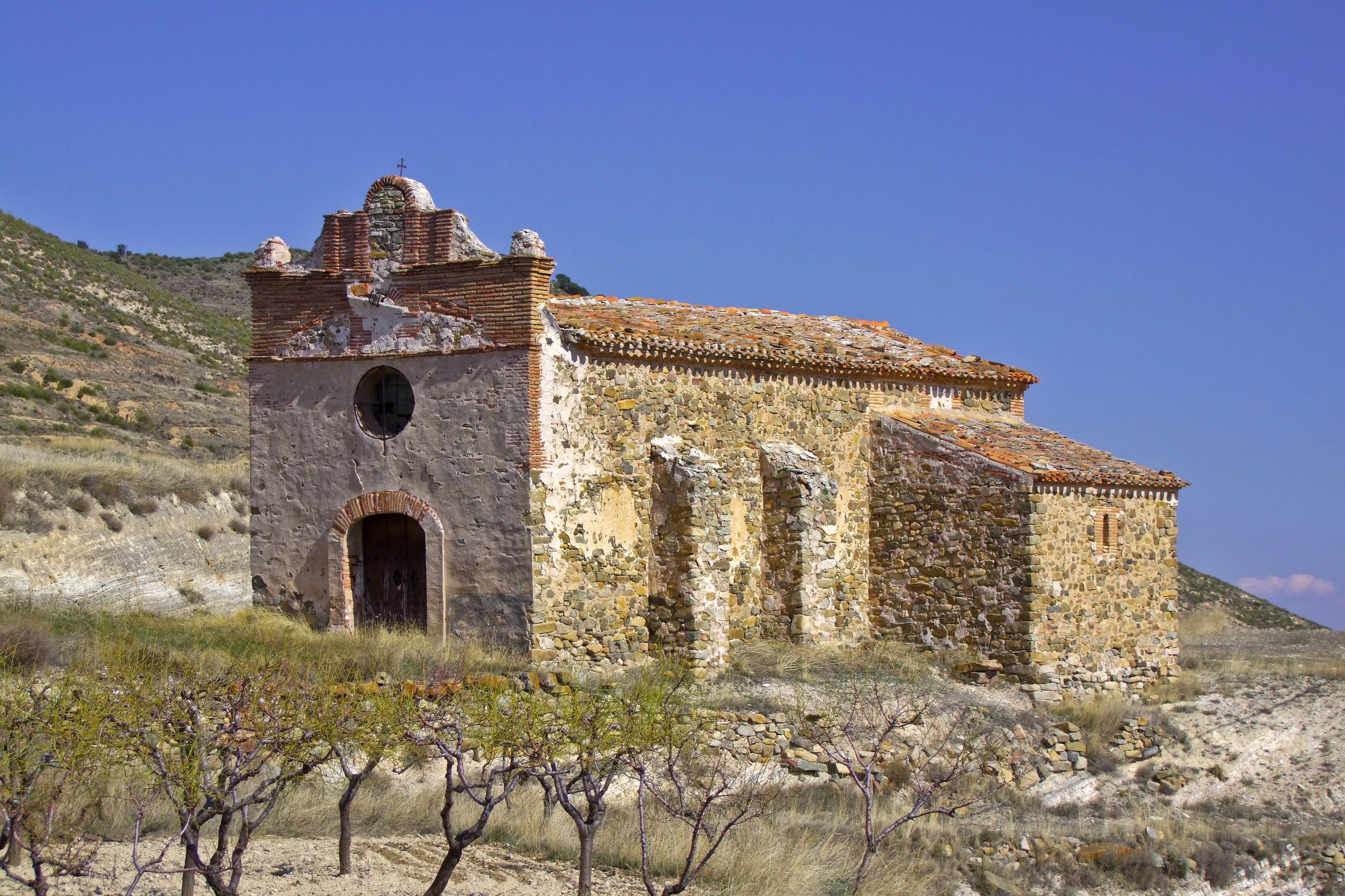
Ermita de San Pelayo.

- Iglesia de la Concepción.
- Ermita de San Pelayo.